# Swedish Aerospace Industries
Swedish Aerospace Industries är en icke vinstinriktad förening etablerad år 1975 av svensk flygindustri. Den svenska flyg- och rymdindustrin inbegriper främst företagen SSC, Saab AB, Beyond Gravity (tidigare RUAG Space) och GKN Aerospace Sweden AB. Dessutom finns ett flertal högt kvalificerade små- och medelstora företag samt underleverantörer som är delaktiga i utveckling och tillverkning av flyg- och rymdprodukter samt därtill kopplade tjänster. Företagen verkar på marknaderna för militärt respektive civilt flyg samt på den huvudsakligen civila rymdmarknaden.
Flyg- och rymdbranschen är politiskt styrd. Politiska initiativ, främst satsningar inom forskning och utveckling, påverkar konkurrensneutraliteten globalt. Branschen prioriteras av såväl ledande västländer (Frankrike, Kanada, USA, Spanien och Tyskland) som tillväxtländer såsom Indien, Kina, Brasilien, Ryssland. 
Föreningen är branschrepresentant nationellt vid samverkan med bland annat myndigheter, institut och högskolor och internationellt för svensk flyg- och rymdindustri, bland annat i den europeiska branschorganisationen ASD (Aerospace and Defense Industries Association of Europe). Föreningen svarar även för kontakter med europeiska myndigheter och andra organisationer, exempelvis systerorganisationen ADS i Storbritannien. 

Under år 2005 utarbetade regeringen, tillsammans med företagen och berörda myndigheter, en handlingsplan benämnd "Flyg- och rymdindustrin - en del av innovativa Sverige" för att nyttja industrins bidrag till det svenska innovationssystemet, stärka det nationella samarbetet mellan stat, näringsliv och forskning och skapa likvärdiga konkurrensvillkor för företag i Sverige. 

Att bygga för luftfart och rymd är oerhört svårt. De extrema krav på tillförlitlighet, lätta konstruktioner och att verka i en extrem miljö kräver en hög teknisk kompetens och förståelse hos utvecklare för både helheten och enskilda specialområden. Därför är flyg- och rymdindustrin förknippad med stor tillförlitlighet och har en attraktionskraft som öppnar dörrar till andra marknader. Den kunskap och de innovationer som tas fram inom flyg- och rymdindustrin förs regelmässigt över till andra branscher och verksamhetsområden. 

Forsknings- och innovationspolitik är därför ett centralt område för föreningens verksamhet. 
Swedish Aerospace Industries är en av flygforskningsaktörerna som arbetat med NRIA Flyg, den svenska flygforskningsagendan. NRIA Flyg är den svenska forsknings- och innovationsagendan för flyg med målsättningen att stärka förutsättningarna inom flygteknikområdet. Den är framtagen av representanter från företag, universitet/högskolor/institut, intresseorganisationer och myndigheter verksamma inom flygteknik.
Agendan är i första hand ett dokument som uppdateras regelbundet. Men den är också en process, ett kontinuerligt arbete där de deltagande aktörerna skapar nödvändig samsyn kring och styrning av det gemensamma teknikområdet. I 2013 års dokument, NRIA Flyg 2013, studerar vilka åtgärder som ger bäst utväxling för svensk innovation inom flygteknik – och närliggande teknikområden – för tiden fram till 2050. 
Rymdagendan är ett inspel och en uppmuntran till arbetet med att utforska och vässa svensk rymdverksamhet. Rymdagendan beskriver vad svensk rymdverksamhet består i och på vilka sätt den utvecklar samhället och bidrar internationellt. 